# برونو رافاييل مارتينز أموريم
برونو رافاييل مارتينز أموريم (12 مايو 1998 في البرتغال - ) هو لاعب كرة قدم برتغالي في مركز الهجوم.

## وصلات خارجية
- برونو رافاييل مارتينز أموريم على موقع قاعدة بيانات كرة القدم.إي يو (الإنجليزية)
- برونو رافاييل مارتينز أموريم على موقع Soccerway.com (الإنجليزية)